# Hispano-Suiza HS 404

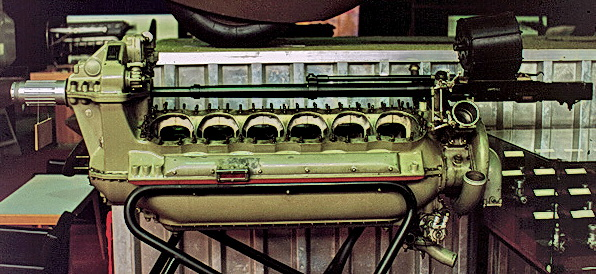
En Hispano-Suiza HS 404 monterad för att skjuta genom propelleraxeln på en HS12-Y motor. Generellt kallat motorkanon.

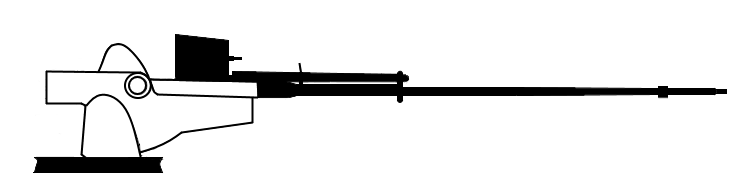
Rörlig HS 404 lavett för akterskytt

Canon Hispano Suiza type 404, kort HS 404, är en luftkyld 20 millimeters automatkanon som fick stor spridning som luftvärnsautomatkanon och flygplanautomatkanon under andra världskriget. Den utvecklades i Frankrike, senare Schweiz, av vapentillverkaren Hispano-Suiza och dess konstruktör schweizaren Marc Birkigt. Utvecklingen var en följd av att Hispano-Suizas licenstillverkning av Oerlikon Contraves 20 mm FF S automatkanon upphörde efter en tvist med Oerlikon. Kanonen tillverkades i Sverige av Carl Gustafs stads gevärsfaktori.

## Franska varianter och beteckningar
- 20 mm HS 7 & HS 9: Modifierade Oerlikonkanoner, föregångare till HS 404. Ammunition matades genom ett trummagasin som höll 60 patroner.

- 20 mm HS 404: Helt ny design av Oerlikonkanonen där den nya mekanismen var baserad på ett gaslås. Ammunition matades in genom ett 15, 30, 60[3] eller 90 patroners trummagasin där 60-patronersmagasinet var det absolut vanligaste. Detta magasin präglade HS 404 när den var i tjänst då den fick slut på ammunition på drygt 5 sekunder. En lösning skulle kanske ha varit att använda 90-patroners trummagasin i stället men detta kom bara att användas på det franska tunga flygplanet Potez 630[4] och några av dess varianter[5]. HS 404 kom i tjänst 1935 och från 1938 gjorde den tjänst på nästan alla moderna flygplan Frankrike utvecklade precis innan kriget. HS 404 kom primärt att användas som fast beväpning i vingar eller radmotorer men gjorde även tjänst i rörlig form för akterskyttar. HS 404-lavetten för akterskyttar var stor och bökig för att klara av rekylen som vapnet gav. För att sikta lavetten monterades ett holografiskt sikte på lavetten till vänster om trummagasinet (sett från skyttens ögon). Det planerades även en akterskyttslavett för dubbla HS 404.
- 23 mm HS 406: Detta skulle vara en HS 404 med grövre kaliber på 23 mm. Projektet stoppades av Tyskland efter ockupationen av Frankrike 1940.[2]
- 25 mm HS 408: Detta skulle vara en HS 404 med grövre kaliber på 25 mm. Projektet stoppades av Tyskland efter ockupationen av Frankrike 1940.[2]
- 30 mm HS 410: Detta skulle vara en HS 404 med grövre kaliber på 30 mm. Projektet stoppades av Tyskland efter ockupationen av Frankrike 1940.[2]
- 20 mm HS 404 Bandmatad: År 1940 började man utveckla en bandmatad variant av HS 404 för att lösa ammunitionsproblemet. Projektet stoppades av Tyskland efter ockupationen av Frankrike 1940. En annan bältmatad variant byggdes senare runt 1945 för flygplanet Arsenal VB.10.
- 20 mm M50: Denna variant var en fransk variant av Hispano Mk.V med längre eldrör som användes på Dassault Ouragan och tidiga Dassault Mystere.[2]
- 20 mm M52: Variant av M50 som sköt kraftigare patroner av amerikansk typ M3.[2]

## Brittiska varianter och beteckningar

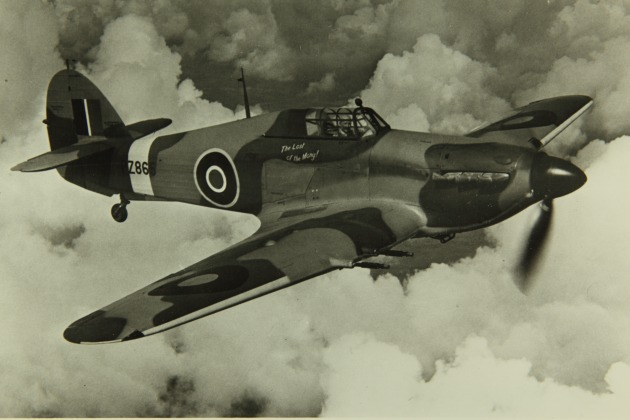
Brittisk Hawker Hurricane med 4 stycken 20 mm Hispano Mk.II.

- Hispano Mk.I (Mk.1): Storbritannien började ett program under slutet av 1930-talet för att utveckla ett jaktflygplan med 20 mm automatkanoner. År 1940 fick man licens att producera HS 404 och detta blev Hispano Mk.I. Denna monterades först på Westland Whirlwind men är mest känd som beväpningen på Spitfire Mk.Ib som var den första Spitfiren med kanoner.
- Hispano Mk.II (Mk.2): Ammunitionsproblemet kvarstod och 1941 utvecklade britterna en ny variant som var bältmatad. Denna variant fick namnet Hispano Mk.II och kom att bli den vanligaste typen av automatkanon för de allierade under andra världskriget.

Under kriget kom konstruktionen att modifieras och förbättras och kan förslagsvis delas upp i dessa varianter:
- Hispano Mk.II år 1941: Detta står för den ursprungliga konstruktionen och består i princip av en MK.I fast med bältmatning.
- Hispano Mk.II år 1942: Vid konverteringen av Mk.I till bältmatning uppstod flera problem. Ett av dem var att patronläget var 1,6 millimeter för brett eftersom den tidigare använde trummagasin. Detta kunde leda till att krutgaser kunde komma in i loppet och få slutstycket att fastna. Man löste detta 1942 genom att göra patronläget smalare.
- Hispano Mk.II år 1943: År 1943 slutade man använda grafitsmörjmedel och började istället använda oljebaserat smörjmedel. Detta applicerades med hjälp av en extraktionsfjäder av utskjutande typ.
- Hispano Mk.II år 1946: Efter kriget fortsatte man att göra modifikationer och finjusteringar och 1946 var troligen det sista året konstruktionen förändrades innan innan man helt gick över till Hispano Mk.V.
- Hispano Mk.II Enfield: En alternativ Mk.II variant skapades hade upplåsningsplattorna från Hispano Mk.III och saknade tröghetsblock. Denna går under namnet Mk.II Enfield.
- Hispano Mk.III (Mk.3): Enfield-design som endast var en prototyp.
- Hispano Mk.IV (Mk.4): Hispano Mk.II med pipan kortad med 305 mm (12 in).
- Hispano Mk.V (Mk.5): Hispano Mk.V var en ren uppgradering av Mk.II. Pipan kortades ner med 305 mm som på Hispano MK.IV vilket gav lite lägre utgångshastighet, men gjorde vapnet lättare. Förutom detta gav man vapnet nya upplåsningsplattor vilket gav vapnet en högre eldhastighet på 750 till 820 skott/minut, en ökning med minst 100 skott/minut.

Hispano Mk.V kom mot slutet av andra världskriget men kom att brukas på flera olika brittiska flygplanstyper innan krigsslutet, där Hawker Tempest är den kändaste. Hispano Mk.V kom att användas på ett stort antal brittiska flygplanstyper. Hispano Mk.V exporterades som HS 804 och kom också att användas på flera olika utländska flygplanstyper. Hispano Mk.V blev ersatt av 30 mm Aden-kanonen i Storbritannien under början av 1950-talet men hann göra tjänst i Koreakriget på flera flygplanstyper. Exportversionen HS 804 är fortfarande i tjänst i flera länder, dock mest i luftvärnssyfte.
- Hispano Mk.6 : Hispano ombyggd för att passa amerikanska lavetter.
- Hispano Mk.7: Sköt elektriskt avfyrad ammunition.
- Hispano Mk.8: Hispano mk.V ombyggd för att få en eldhastighet av 900 skott/minut.
- Hispano Mk.9: Mk.8 som skjuter elektriskt avfyrad ammunition.

## Amerikanska varianter och beteckningar

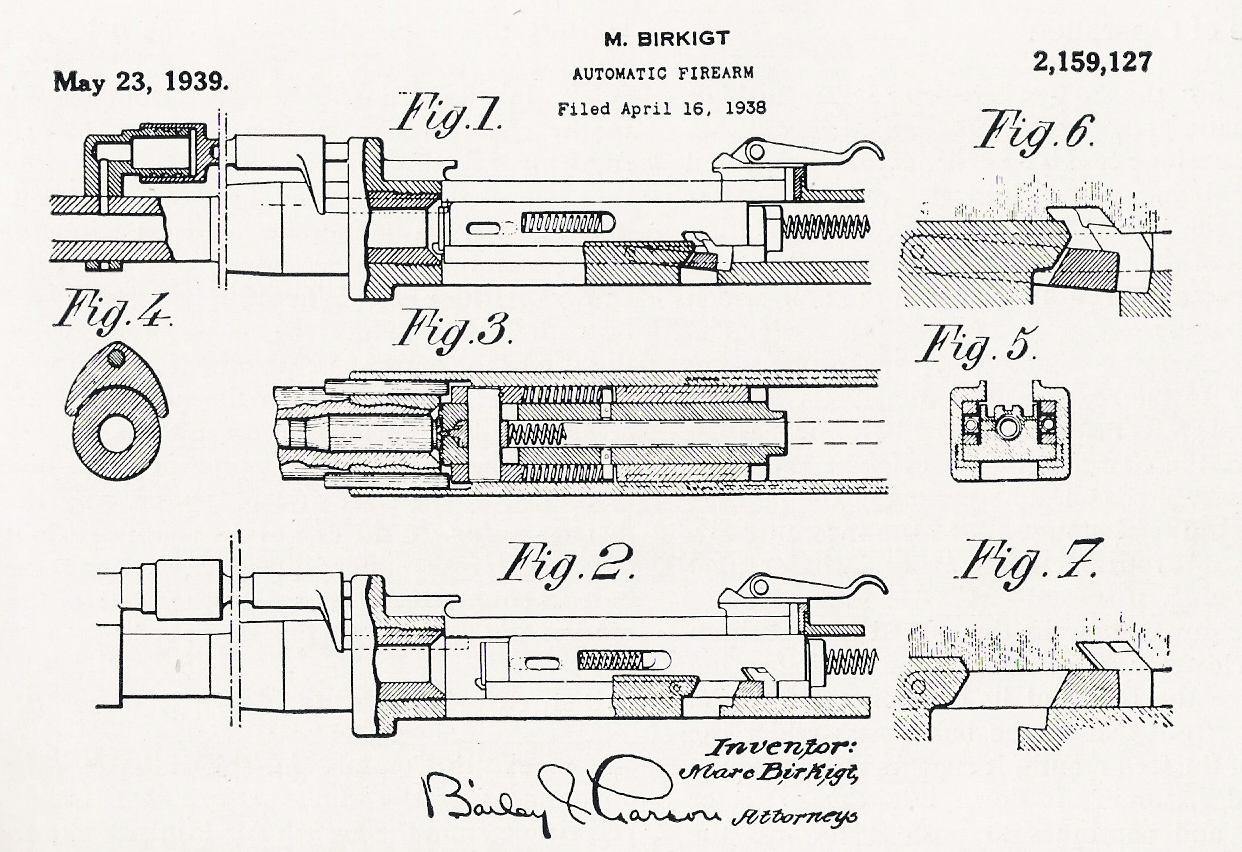
Amerikansk patentritning av HS 404.

- 20 mm AN/M1 cannon: USA följde i britternas fotspår och skaffade snabbt licens på HS 404. Detta blev automatkanon M1 och planen var att ersätta det mesta med AN/M1 (AN står för Army/Navy) så fort man kunde producera tillräckligt många. Ett stort program sattes upp för att producera AN/M1 och ammunition. Men AN/M1 hade stora problem med eldavbrott pga. att tändstiftet slog an tändhatten för lätt och skottet inte avfyrades och den ansågs opålitlig och helt oduglig. Britterna var intresserade av AN/M1 men efter att ha fått in ett antal i tjänst var de lika besvikna som amerikanerna. Under denna period spändes kanonernas mekanism upp på marken av markpersonal. Tidigare HS 404-kanoner hade en pneumatisk mekanism som gjorde det möjligt att spänna upp kanonens mekanism i luften efter ett eldavbrott och på så vis få den funktionsduglig igen men denna mekanism hade blivit bortmonterad då man ansåg att detta var onödig extra vikt. Detta var förstås inte bra då majoriteten av dessa kanoner feltände efter en kort salva och fick eldavbrott. Eldavbrotten gav även en hård och ojämn rekyl vilket ofta gjorde att piloter tappade målet ur siktet.

- 20 mm AN/M2 cannon: Britterna skickade en Hispano mk.II till amerikanerna för att kunna jämföra denna med AN/M1. Hispano mk.II hade ett lite kortare patronläge och hade inte samma problem som AN/M1 men amerikanerna ville inte göra denna ändringen på AN/M1 och skapade i stället den bandmatade men ännu värre AN/M2. Vid slutet av 1942 hade USA 40 miljoner patroner till ett vapen som var helt odugligt. AN/M2 lyckades dock göra lyckad tjänst på P-38 Lightning där man tagit tillbaka hakningssystemet som gjorde det möjligt att haka kanonen i luften efter en feltändning vilket löste problemet.
- 20 mm T31 cannon: Amerikanska flottan ville under hela kriget helt övergå till kanoner på flygplan men stoppades gång på gång av problemen med kanonerna. Men 1944 lyckades de göra en lyckad modifikation kallad T31. Konceptet var väldigt likt Hispano mk.V där man kortade pipan på en AN/M2 och samtidigt lyckades höja eldhastigheten. Efter kriget slutade man konvertera AN/M2 kanoner till T31 men innan dess konverterade man drygt 30 000 AN/M2 till T31-standard. T31-kanoner blev ofta omdöpta till AN/M3 efter 1946.
- 20 mm AN/M3 cannon: Efter kriget började man i stället för att konvertera gamla AN/M2-kanoner till T31 producera helt nya T31-kanoner kallade AN/M3. AN/M3 gjorde tjänst på flera flygplanstyper, mest känt är A-1 Skyraider som hade två till fyra stycken AN/M3 och användes i Koreakriget och Vietnamkriget.
- 20 mm M24 cannon: AN/M3 fast med elektriskt uppspänningssystem.
- Colt Mk 12: Efter andra världskriget började Colt konstruera en ersättare för AN/M3. Detta blev Colt Mk 12. Colt Mk 12 var en extremt modifierad HS 404 då den skulle ha en eldhastighet på 1000 skott per minut. Colt Mk 12 kom att användas på flera amerikanska jetflygplanstyper under 1950- och 1960-talet. Som tidigare amerikanska automatkanoner präglades dock Colt Mk 12 av eldavbrott och andra fel och var nästan garanterad att inte fungera efter en kurvstrid.

## Schweiziska varianter och beteckningar
- 20 mm Flugzeugmotorkanone Hispano-suiza FM-45 HS (Flygplansmotorkanon): Schweizisk variant av Hispano-Suiza 404. Denna variant var bandmatad som Hispano mk.II och hade en liknande utgångshastighet på 875 m/s men på samma gång hade den en mycket högre eldhastighet på 780 skott/minut. FM-45 HS var för montering i radmotorer på flygplan. Den användes i flygplanstyperna EKW C-3604, Doflug D.3802A och Doflyg D.3803.
- 20 mm Flugzeugflügelkanone Hispano-suiza FF-45 HS (Flygplansvingekanon): Samma som ovan fast för montering i flygplansvingar. Denna användes i samma flygplanstyper som nämnts ovan.

## Svenska varianter och beteckningar
- 20 mm lvakan m/41: År 1940 fick Flygvapnet möjligheten att omedelbart införskaffa flera hundra Hispano-Suiza HS 404 automatkanoner. Kanonerna var egentligen menade att skickas till Frankrike för att användas på flygplan men efter den tyska ockupationen gick inte detta. Flygvapnet hade redan en effektiv automatkanon för flygplan, 13.2 mm akan m/39, och därför användes dessa som luftvärnskanoner. Leverantören kunde snabbt förse dem med luftvärnslavetter och man gjorde en beställning omedelbart med en ytterligare större beställning 1941. Pjäsen fick beteckningen lvakan m/41 för att inte förväxlas med lvakan m/40. De tjänstgjorde i flygfältsluftvärnet och därefter i lokalförsvaret.
- 20 mm akan m/41A: Eftersom lvakan m/41 var byggd att användas på flygplan började man planera att använda den på svenska flygplan. Redan under slutet av 1942 började man planera att använda den på Saab 21 och Saab 24. Eftersom kanonen bara kunde ladda ett trummagasin med 60 patroner som tog slut alldeles för snabbt och att kanonen ansågs helt opålitlig började Bofors konstruera en ny automatkanon med bandmatning som skulle använda samma patron. Men konstruktionen av den nya automatkanonen tog väldigt lång tid och man började tänka ut sätt att få m/41A att fungera praktiskt i tjänst. På Saab 24 planerade man att ha två kanoner i vingrötterna på flygplanet där piloten hade åtkomst till kanonerna och manuellt kunde åtgärda ett eldavbrott samt ladda ett par nya trummagasin när de första tog slut. Trots detta gjorde m/41A först tjänst i Sverige på Saab 21 1945. Vid denna tidpunkt ansågs automatkanonen helt föråldrad och byttes snabbt ut mot Bofors nya konstruktion 20 mm automatkanon m/45.

Akan m/41A kom att användas på endast J 21A-1 och T 18B. Den har möjligen gjort tjänst på Saab B 18 i modifierad form men detta har inte gått att bevisa.
- 20 mm akan m/46A: De första J 28 Vampire (senare kallad J 28A) som kom till Sverige var beväpnade med Hispano Mk.II-kanoner. Dessa fick beteckningen akan m/46A och var av modell Hispano mk.II mod 46 och var mycket mer pålitliga än akan m/41 som var en första generationens HS 404. J 30 Mosquito var även beväpnad med akan m/46A.
- 20 mm akan m/47: Under projekteringen av J 29 Tunnan valdes Hispano mk.V-kanoner som beväpning. Dessa var billigare än 20 mm akan m/45 som hade utvecklats i Sverige några år tidigare för att ersätta 20 mm akan m/41A. Hispano mk.V fick typbeteckningen m/47 och Sverige kom att köpa in både nya och använda vapen samt en licens för att tillverka vapnet i Sverige. Den kom att produceras i Sverige av Carl Gustafs stads gevärsfaktori men de flesta var nybyggda i Storbritannien med ett litet antal från skrotade stridsflygplan från andra världskriget.

Akan m/47 fanns i 3 versioner, B, C och D. Akan m/47B och C var i princip samma vapen men 20 mm akan m/47B använde magasin med 150 skott medan 20 mm akan m/47C använde magasin med 180 skott. I svensk tjänst hade akan m/47B och C lägre eldhastighet än i till exempel brittisk tjänst, 700 skott/minut mot 750-820 skott/minut. Detta gjordes för att öka livslängden på eldrören i fredstid.
- 20 mm akan m/47B kom i tjänst först 1949 på J 28B och den kom att användas i J 28B, J 28C och J 33.
- 20 mm akan m/47C kom i tjänst 1950 på J 29A Tunnan och den kom att användas på J 29A, B, D, E och F. Den användes även i strid under Kongokrisen när svenska J 29B gjorde attackuppdrag mot katangesiska markmål och deras flygvapen.
- 20 mm akan m/47D är gamla B och C-kanoner från skrotade Tunnan, Vampire och Venom som har byggts om för att användas på Pansarbandvagn 302. I ombyggnaden har man sänkt eldhastigheten till 480 skott per minut och gjort det möjligt att använda boxmagasin. Under sin tidiga tjänst sköts spränggranater från band om 135 patroner och pansarprojektiler från 10-skottsmagasin. Numera används enbart 30-patronersmagasin laddade med Spårljusbrandhalvpansargranat m/95.[6] Akan m/47D är i tjänst i dag på Pansarterrängbil 203A. Tornen från utrangerade Pansarbandvagn 302 har monterats på samtliga varianter förutom sjuktransportversionen. År 2019 har 20 mm akan m/47D varit i aktiv tjänst i över 70 år.

Någon A-variant är inte känd.

## Data
| Model         | Längd    | Piplängd | Vikt     | Eldhastighet (skott/minut) | Utgångshastighet | Effektiv räckvidd | Max räckvidd |
| ------------- | -------- | -------- | -------- | -------------------------- | ---------------- | ----------------- | ------------ |
| HS 404        | 2,52 m   |          | 46-51 kg | 570-690                    | 845–880 m/s      | 1000-1500 m       | 9144 m       |
| M50           |          |          |          |                            |                  |                   |              |
| Hispano Mk 1  |          |          |          |                            |                  |                   |              |
| Hispano Mk II | 2,5146 m |          | 49,4 kg  | 650                        | 878 m/s          | 1000-1500 m       |              |
| Hispano Mk V  | 2,1844 m |          | 38,1 kg  | 750-820                    | 838 m/s          |                   |              |
| Hispano Mk 9  |          |          |          | 900                        |                  |                   |              |
| AN/M1         | 2,56 m   | 1,710 mm | 69,4 kg  | 570-690                    |                  |                   |              |
| AN/M2         |          |          |          |                            |                  |                   |              |
| AN/M3         |          |          |          |                            |                  |                   |              |
| Colt Mk 12    |          |          | 46 kg    | 1000                       | 1,010 m/s        |                   |              |
| FM-45 HS      |          |          |          | 780                        | 875 m/s          |                   |              |
| Akan m/47C    |          |          | 43.5 kg  | 700                        |                  |                   |              |
| Akan m/47D    |          |          |          | 480                        |                  |                   |              |

## Användare
- Argentina: Hispano Mk.II, HS 804, Colt Mk 12
- Australien: Hispano Mk.II, Colt Mk 12
- Brasilien: Colt Mk 12
- Canada: Hispano Mk.1, Hispano Mk.II, Hispano Mk.V
- Egypten: Hispano Mk.II, HS 804
- Frankrike: HS 7, HS 9, HS 404, HS 404 bandmatad, HS 804, AN/M2, AN/M3, M50, Colt Mk 12
- Italien: HS 804
- Jugoslavien: HS 404, Hispano Mk.II
- Kuwait: Colt Mk 12
- Malaysia: Colt Mk 12
- Nya Zeeland: Colt Mk 12
- Filippinerna: Colt Mk 12
- Portugal: Colt Mk 12
- Schweiz: HS 404, Model 1945 HS, HS 804
- Spanien: HS 404, HS 804
- Storbritannien: Hispano Mk.1, Hispano Mk.II, Hispano Mk.V
- Sverige: HS 404, Hispano Mk.II, HS 804
- Syrien: HS 804
- USA: HS 404, AN/M1, AN/M2, AN/M3, Colt Mk 12